# Ирина Чeлушкина
Ирина Чeлушкина (рус. Ирина Сергеевна Челушкина; Херсон, 1. фебруар 1961) је српска шаховска велемајсторица пореклом из Украјине.

## Каријера
Ирина Чeлушкина је постала међународни мајстор шаха 1985. а велемајстор 1992. године. Учила је шах од тренера Всеволода Казакевића и Јурија Симкина.
Освојила је 1989. првенство СССР у шаху. Првенство Југославије у шаху је освајала три пута (1991, 1994 и 1999). Првенство Србије и Црне Горе освојила је два пута (2005 и 2006). Првенство Србије освојила је 2022. и 2024.

## Резултати Челушкине на шаховским олимпијадама
| Година | Место          | Турнир         | Репрезентација     | Победа | Пораза | Ремија | Резултат | Пласман |
| ------ | -------------- | -------------- | ------------------ | ------ | ------ | ------ | -------- | ------- |
| 1992   | Манила         | 15. Олимпијада | Украјина           | 6      | 2      | 4      | 8 из 12  | 21.     |
| 1994   | Москва         | 16. Олимпијада | Украјина           | 1      | 5      | 2      | 2 из 8   | 274.    |
| 2000   | Истанбул       | 19. Олимпијада | СР Југославија     | 1      | 3      | 0      | 1 из 4   | 318.    |
| 2002   | Блед           | 20. Олимпијада | Србија и Црна Гора | 3      | 4      | 1      | 3½ из 8  | 267.    |
| 2006   | Торино         | 22. Олимпијада | Србија             | 5      | 3      | 5      | 7½ из 13 | 44.     |
| 2008   | Дрезден        | 23. Олимпијада | Србија             | 5      | 2      | 2      | 6 из 9   | 114.    |
| 2010   | Ханти-Мансијск | 24. Олимпијада | Србија             | 5      | 4      | 0      | 5 из 9   | 209.    |